# Руссконицы
Руссконицы — деревня в Янегском сельском поселении Лодейнопольского района Ленинградской области.

## История
РУСКОДИНСКИЙ — Николаевский погост при озере Рускодинском, число дворов — 8, число жителей: 23 м. п., 25 ж. п.; Церковь православная. 

ШУТЕНИЦЫ — деревня при озере Рускодинском, число дворов — 23, число жителей: 44 м. п., 55 ж. п. 

БЫКОВА ГОРА — деревня при озере Рускодинском, число дворов — 9, число жителей: 19 м. п., 20 ж. п.  (1879 год)

Сборник Центрального статистического комитета описывал её так:

ФЕФЕЛОВО — село бывшее государственное при озере Рускодинском, дворов — 10, жителей — 54; Две церкви православных. (1885 год)

Село относилось к Каномской волости Лодейнопольского уезда Олонецкой губернии.

РУСКОДИНЦЫ (ФЕФЕЛОВА) — деревня при озере Рускодинском, население крестьянское: домов — 15, семей — 15, мужчин — 40, женщин — 46, всего — 86; некрестьянское: нет; лошадей — 13, коров — 28, прочего — 28; школа, волостное правление. 

РУСКОДИНЦЫ (ШУТИНИЦА) — деревня при озере Рускодинском, население крестьянское: домов — 20, семей — 20, мужчин — 40, женщин — 38, всего — 78; некрестьянское: нет; лошадей — 9, коров — 15, прочего — 21; школа.

РУСКОДИНЦЫ (БЫКОВА ГОРА) — деревня при озере Рускодинском, население крестьянское: домов — 8, семей — 8, мужчин — 15, женщин — 25, всего — 40; некрестьянское: нет; лошадей — 5, коров — 11, прочего — 23. (1905 год)

В конце XIX — начале XX века деревня административно относилась к Шапшинской волости 1-го стана Лодейнопольского уезда Олонецкой губернии.
С 1917 по 1922 год деревня входила в состав Руссконинского сельсовета Шапшинской волости Лодейнопольского уезда Олонецкой губернии.
С 1922 года в составе Ленинградской губернии.
С 1925 года в составе Чукинского сельсовета.
С 1927 года в составе Руссконинско-Чукинского сельсовета Оятского района. В 1927 году население деревни составляло 156 человек.

Деревня Руссконицы на карте 1932 года

Согласно карте Ленинградской области Северо-западного аэрогеодезического треста ГГУ издания 1932 года деревня насчитывала 11 крестьянских дворов. В деревне находились: часовня и мукомольная водяная мельница.
С 1930 года в составе Чукинского сельсовета.
По данным 1933 года деревня Руссконицы являлась административным центром Чукинского сельсовета Оятского района, в который входили 5 населённых пунктов: деревни Мальгиничи, Падала, Руссконицы, Шутиницы, Чука, общей численностью населения 748 человек.
По данным 1936 года в состав Чукинского сельсовета входили 5 населённых пунктов, 113 хозяйств и 4 колхоза.
С 1954 года в составе Шапшинского сельсовета.
С 1955 года в составе Лодейнопольского района.
В 1961 году население деревни составляло 90 человек.
По данным 1966 и 1973 годов деревня Руссконицы также входила в состав Шапшинского сельсовета.
По данным 1990 года деревня Руссконицы входила в состав Имоченского сельсовета.
В 1997 году в деревне Руссконицы Имоченской волости проживали 12 человек, в 2002 году — 9 человек (русские — 89 %).
В 2007 году в деревне Руссконицы Янегского СП проживали 3 человека, в 2010 году — 1 человек.

## География
Деревня расположена в северо-восточной части района на автодороге 41К-639 (Комбаково — Шапша — Печеницы).
Расстояние до административного центра поселения — 39 км.
Расстояние до ближайшей железнодорожной станции Лодейное Поле — 45 км.
Деревня находится на южном берегу Руссконского озера.

## Демография
| 1879 | 1885 | 1905 | 1927 | 1961 | 1997 | 2007 |
| ---- | ---- | ---- | ---- | ---- | ---- | ---- |
| 186  | ↘54  | ↗204 | ↘156 | ↘90  | ↘12  | ↘3   |
| 2010 | 2014 | 2017 |      |      |      |      |
| ↘1   | ↗2   | ↘1   |      |      |      |      |

### Национальный состав
Согласно данным Всероссийской переписи населения 2021 года в деревне проживал 1 человек, русский.